# Neretva
Die Neretva oder eingedeutscht Neretwa (serbisch-kyrillisch Неретва, italienisch Narenta; in der Antike altgriechisch Νάρων bzw. lateinisch Naro sowie veraltet auch Nar, Narenum, Ὀρόντιος; aus der Wurzel ner = eintauchen, versenken (in einen tiefen Fluss) bzw. der indogermanischen Wurzel *ner-/*nor- = tauchen, eintauchen) ist der bedeutendste Fluss der Herzegowina. Die Neretva ist 225 km lang, davon liegen 203 km in Bosnien und Herzegowina sowie 22 km in Kroatien.

## Verlauf

### Quelle und Oberlauf

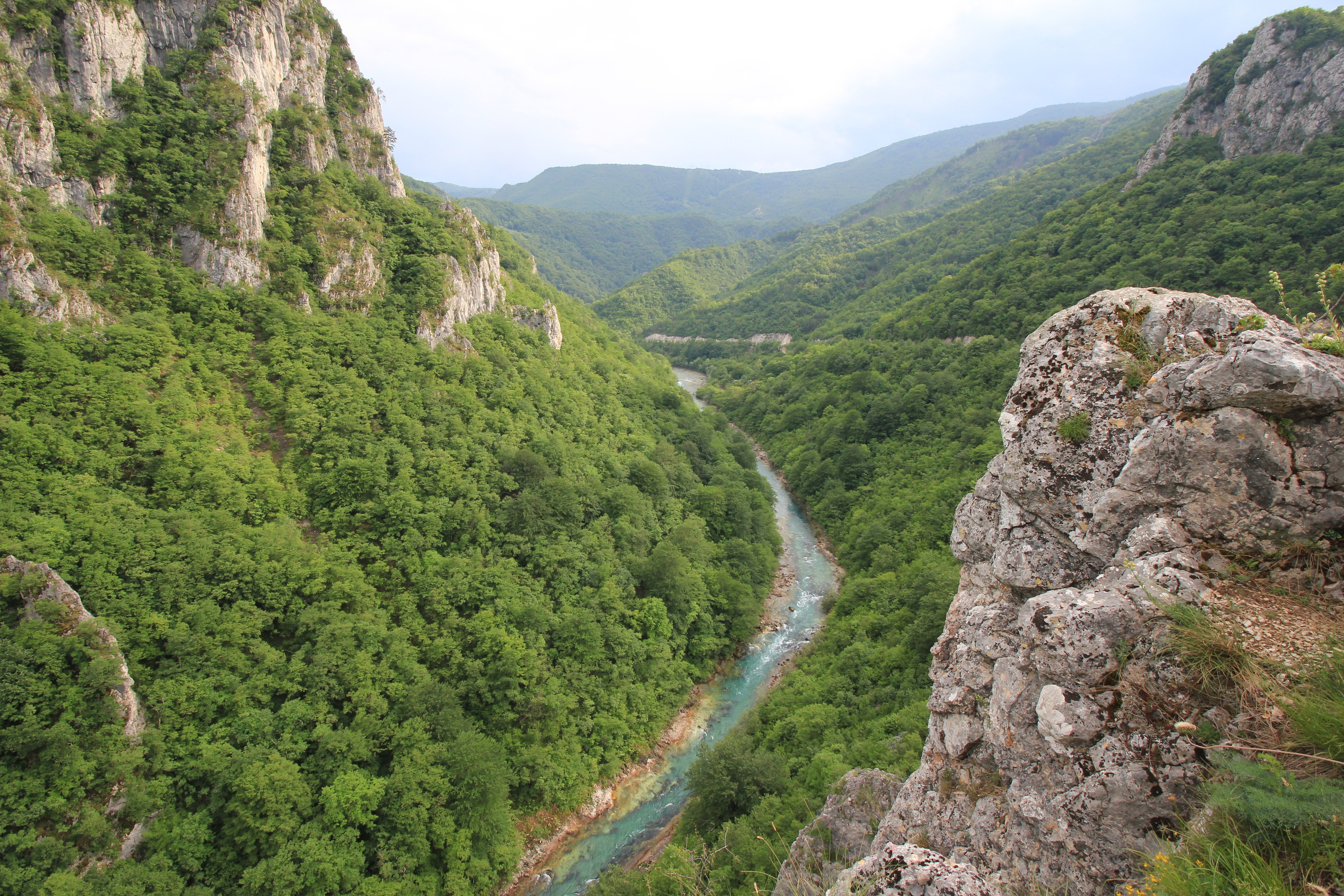
An der oberen Neretva bei Glavatičevo

Die Neretva entspringt in etwa 1100 m bei Držirep (Gemeinde Gacko) südlich des Gebirges Zelengora, nahe dem Sutjeska-Nationalpark und der montenegrinischen Grenze. Die Quelle befindet sich gut 60 km südlich von Sarajevo und 20 km südwestlich von Foča. Der junge Gebirgsfluss fließt zunächst in nordwestlicher Richtung durch ein dünn besiedeltes Tal zwischen den Gebirgen Lelija, Visočica und Bjelašnica im Nordosten sowie Crvanj und Prenj im Südwesten. Die umgebenden Gipfel erheben sich bis in Höhen von über 2100 m. In jüngster Zeit wurden Pläne veröffentlicht, die den Bau von Staudämmen am bisher beinahe unberührten Oberlauf bei Glavatičevo vorsehen. Umweltschützer fordern dagegen die Einrichtung eines Nationalparks in dieser Region. Zudem ist noch weiter flussaufwärts, bei Ulog im Westen der Gemeinde Kalinovik (Republika Srpska), seit 2010 ein Staudamm in Bau. Die Arbeiten wurden jedoch 2013 aufgrund mangelhafter Standfestigkeit des Untergrundes unterbrochen und bisher (Stand: Februar 2017) nicht wieder aufgenommen.

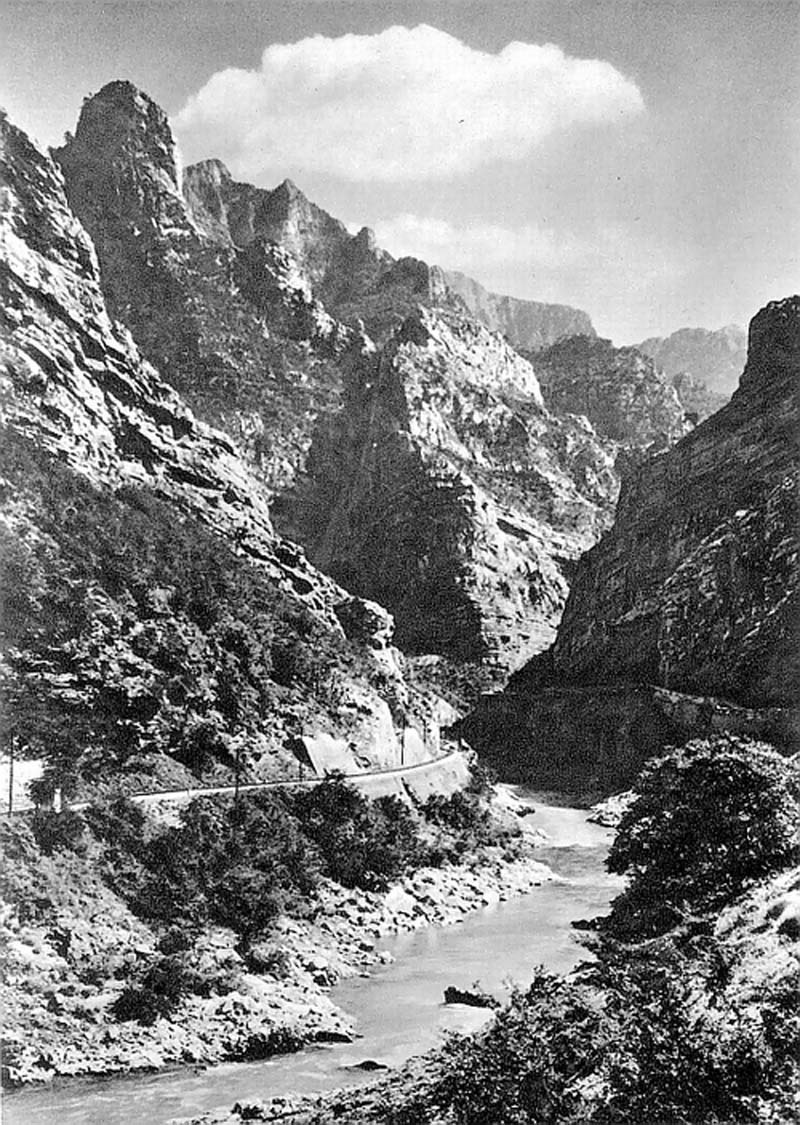
Trasse der Narentabahn vor dem Bau der Neretva-Talsperren

Ab Konjic dient das Tal der Neretva als wichtigster Verkehrskorridor zwischen Sarajevo und Mostar. Der Fluss ist hier zum Jablaničko jezero angestaut. Nach etwa 80 Kilometern biegt er an der Einmündung der Rama nördlich von Jablanica nach Süden ab und durchquert fortan die Neretva-Schlucht (Neretva klisura), welche sich bis nach Mostar erstreckt. Dieses Gebiet war im Frühjahr 1943 Schauplatz der Schlacht an der Neretva zwischen den Achsenmächten und der Jugoslawischen Volksbefreiungsarmee unter Josip Broz Tito. Einige Kilometer vor Mostar wird die Neretva nochmals angestaut.

### Mittellauf
Am mittleren Lauf der Neretva liegt mit Mostar die größte und wichtigste Stadt der Herzegowina, welche durch den Fluss in zwei Hälften geteilt wird. Während auf dem rechten (westlichen) Ufer traditionell vorwiegend Katholiken wohnen, ist der Ostteil der Stadt hauptsächlich muslimisch besiedelt. Im Bosnienkrieg markierte der Fluss hier für einige Zeit die Front zwischen Kroaten und Bosniaken. Die berühmte Alte Brücke (Stari most) aus osmanischer Zeit verknüpfte die beiden Ufer bis zu ihrer Zerstörung 1993 und verbindet sie seit dem Wiederaufbau 2004 erneut.
Hinter Mostar öffnet sich die enge Schlucht zu einer breiteren Ebene, dem Bišće polje oder Mostarsko polje, die sich an der Einmündung der Buna wieder schließt. Die Neretva durchfließt hier für weitere 20 km ein enges Tal. Bei Počitelj, dessen Festung früher den Flusslauf beherrschte, öffnet sich die Schlucht allmählich, bevor bei Čapljina an der Mündung von Trebižat (von Westen) und Bregava (von Osten) der Unterlauf beginnt. Weitere kleinere Nebenflüsse in diesem Bereich sind Repesnica, Rakitnica, Ljuta, Ladanica, Župski Krupac, Bukovica, Bijela, Krupac, Narin und Rama.

### Unterlauf und Delta

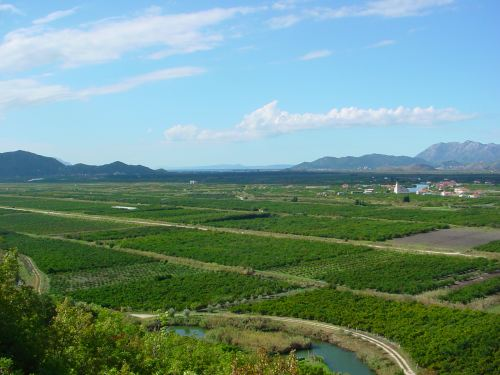
Neretva-Delta in Kroatien

Am etwa 40 km langen Unterlauf der Neretva wird ihre Ebene intensiv landwirtschaftlich genutzt. Auf dem Gebiet Bosnien-Herzegowinas betrifft das nur die Fläche zwischen dem Fluss und dem Sumpfgebiet Hutovo Blato, während das eigentliche Flussdelta der Neretva erst hinter Metković beginnt und damit zu Kroatien gehört.
Nahe der Stadt befinden sich die Ruinen der antiken Stadt Narona, deren damalige Bedeutung von der Lage am Fluss und in Meeresnähe abhing. In diesem Gebiet lebte das illyrische Volk der Naresii, das im Conventus Naronitanus 102 Dekurien bildete. Auf den letzten 25 km ab Metković ist der Fluss seit der Regulierung im Jahre 1895 für kleine Schiffe befahrbar. Das Delta der Neretva spielt eine große Rolle für die Landwirtschaft im südlichen Teil des Landes, da es zu den wenigen bewässerten und sehr fruchtbaren Ebenen der Region gehört. Seit 1881 und in größerem Maß nach 1945 wurden große Teile der Sumpflandschaft trockengelegt und so für die Landwirtschaft nutzbar gemacht. Im Zuge der Arbeiten blieben von den ehemals 12 Flussarmen nur noch drei übrig.
Bei Ploče in Kroatien mündet der Fluss ins Adriatische Meer.

## Hydrologie
Die Neretva entwässert den größten Teil der Herzegowina; ihr Einzugsgebiet hat eine Fläche von 5581 km². An ihrer Mündung beträgt die durchschnittliche Abflussmenge 378 m³/s. Damit ist sie nach der Save der wasserreichste Fluss in Bosnien-Herzegowina und zudem der einzige herzegowinische Fluss, der ausschließlich oberirdisch verläuft.

## Verkehr
Die Neretva ist der einzige größere Fluss, der das Dinarische Gebirge in Nord-Süd-Richtung durchbricht. Ihr Tal als Teil der geologischen Neretva-Bosna-Furche war daher von jeher ein wichtiger Verkehrskorridor, der heute zum Paneuropäischen Verkehrskorridor Vc gehört. Zwischen 1872 und 1882 wurde die erste Bahnverbindung durch das Tal erbaut, die später in der heutigen Bahnstrecke Sarajevo–Ploče der Eisenbahnen der Föderation Bosnien und der Herzegowina aufgegangen ist. Südlich von Konjic verläuft auch die Magistralstraße M-17 im Wesentlichen entlang der Neretva.
Schiffsverkehr ist nur auf den untersten Flusskilometern zwischen der Mündung und Metković möglich.

## Politik
Der Lauf der Neretva gehört auf dem Gebiet Bosnien-Herzegowinas zunächst für einige Kilometer zu den Verbandsgemeinden der Republika Srpska Gacko und Kalinovik. Der größte Teil des Flusses verläuft jedoch im Kanton Herzegowina-Neretva der Föderation Bosnien und Herzegowina durch die Gemeinden Konjic, Jablanica, Mostar, Čitluk und Čapljina. Die letzten 22 km gehören zur kroatischen Gespanschaft Dubrovnik-Neretva.

Stari most über die Neretva als Wappenfigur von Mostar

Das Wappen von Mostar stilisiert die Neretva unter der Alten Brücke von Mostar.